# Jiří Burger

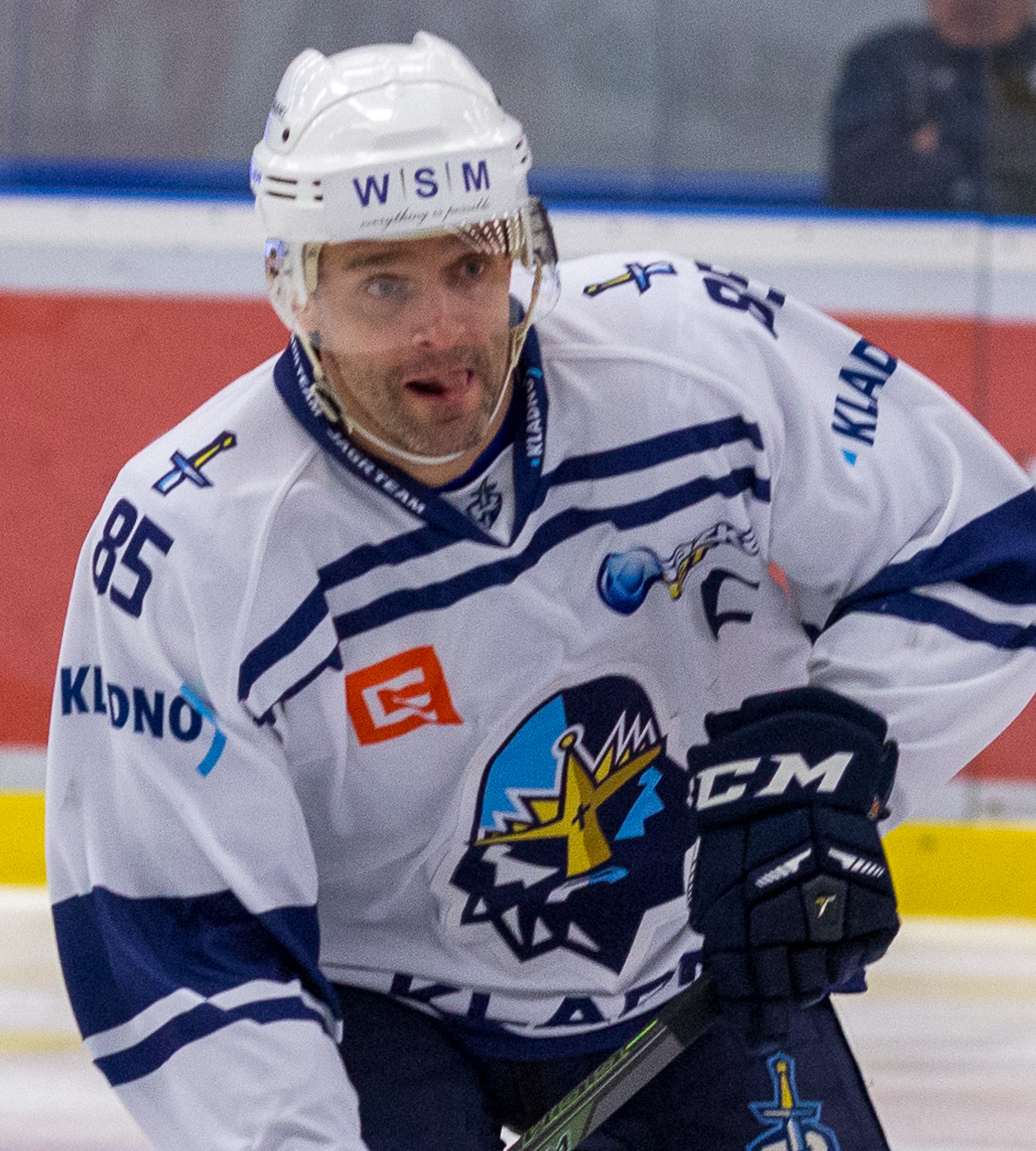
Jiří Burger 2016

Jiří Burger (* 8. května 1977) je bývalý hokejista hrající na pozici útočníka a kapitána. Na dresu nosil číslo 85. Je vysoký 182 centimetrů, váží 83 kilogramů. Momentálně je sportovním manažerem klubu Rytíři Kladno.
Jiří Burger patřil několik let k širšímu kádru české reprezentace. Za svou kariéru v české extralize vystřídal postupně týmy HC Kladno, HC Vsetín, HC Vítkovice, od roku 2016 hraje ve svém současném působišti v Kladně. Dne 20. listopadu 2009 se stal 52. členem Klubu hokejových střelců deníku Sport.

## Hráčská kariéra
- 1994–1995 HC Kladno
- 1995–1996 HC Poldi Kladno
- 1996–1997 HC Poldi Kladno
- 1997–1998 HC Velvana Kladno
- 1998–1999 HC Velvana Kladno
- 1999–2000 HC Vagnerplast Kladno
- 2000–2001 Espoo Blues (Finsko), HC Slovnaft Vsetín Mistr české extraligy
- 2001–2002 HC Vsetín, HC Vítkovice
- 2002–2003 HC Vítkovice
- 2003–2004 HC Vítkovice
- 2004–2005 HC Vítkovice
- 2005–2006 HC Vítkovice Steel
- 2006–2007 HC Vítkovice Steel
- 2007–2008 HC Vítkovice Steel
- 2008–2009 HC Vítkovice Steel
- 2009–2010 HC Vítkovice Steel
- 2010–2011 HC Vítkovice Steel
- 2011–2012 HC Vítkovice Steel
- 2012–2013 HC Vítkovice Steel
- 2013–2014 HC Vítkovice Steel
- 2014–2015 HC Vítkovice Steel
- 2015–2016 HC Vítkovice Steel
- 2016–2017 Rytíři Kladno (1. liga)